# リシャール・ピナス
リシャール・ピナス（フランス語: Richard Pinhas、1951年5月7日 - ）はフランスの音楽家、ギタリスト。

## 経歴
パリ大学学生時代はジャン・フランソワ・リオタールやジル・ドゥルーズのもとで哲学を学び、論文「スキゾ分析とサイエンスフィクション」を発表した。後の音楽活動はSF小説や哲学への傾倒から大きく影響を受け、彼による音楽作品はそれぞれ哲学的意味を与えられることとなった。
一学生として哲学を学ぶ一方、すでに音楽活動にも関与していた。いくつかのバンド参加を経て、大学在学中に友人であるフランソワ・オジェらとともに音楽グループ「スキゾ (Schizo)」を結成したが、ピナスが学業に専念するため同年に解散した。グループ名である「スキゾ」の由来はジル・ドゥルーズの著書における「スキゾ(分裂症)分析」の引用であった。リリースされたシングル「Le Voyageur / Torcol」は、バンドの演奏に乗せてジル・ドゥルーズがフリードリヒ・ニーチェの文章を朗読するという内容だった。
1984年にノーマン・スピンラッドのSF小説『鉄の夢』(The Iron Dream)から着想を得て、エルドン(Heldon)を結成。エルドンとしては1974年にファースト・アルバム『エレクトロニーク・ゲリラ』を発表することとなり、フランスにおけるアート・ロックの代表的グループとして名を知られるようになった。
その後もエルドンの中心的メンバーとして活動する一方、ソロ・アルバムを発表し続けた。エルドンの作品はグループとしての演奏をベースにしたジャズ・ロック的要素がいくらかあったが、あくまでもアナログ・シンセサイザーやエレクトリックギターを大胆に利用した実験的な音楽であった。そのエルドンとしての活動の延長線として、ソロ・アルバムはロバート・フリップのギター奏法・音響効果やブライアン・イーノのアンビエント音楽の影響がさらに強まった。
また、ドゥルーズ研究サイトの管理人でもあり、哲学に関する著書を執筆するなど、活動は音楽というジャンルにとどまらないものとなっている。

## ディスコグラフィ

### ソロ
- 『リゾスフィア』 - Rhizosphere (1977年) ※旧邦題『天球核』
- 『クロノライズ』 - Chronolyse (1978年)
- 『アイスランド』 - Iceland (1979年)
- 『イースト・ウエスト』 - East West (1980年)
- L' Ethique (1982年)
- DWW (1992年)
- 『サイボーグ・サリー』 - Cyborg Sally (1994年) ※with John Livengood
- 『単一と多重』 - De l'Un et du Multiple (1996年)
- 『イヴェンツ・アンド・リペティションズ』 - Event and Repetitions (2002年)
- 『トランジション - 変遷』 - Tranzition (2004年)
- 『メタトロン』 - Metatron (2006年)
- Metal / Crystal (2010年) ※with Wolf Eyes and メルツバウ
- 『デソレーション・ロウ』 - Desolation Row (2013年)
- 『ティックーン』 - Tikkun (2014年) ※with オーレン・アンバーチ
- 『ウエルカム・イン・ザ・ヴォイド』 - Welcome in The Void (2014年) ※with 吉田達也
- 『ムー』 - Mu (2016年) ※with バリー・クリーヴランド
- 『プロセス・アンド・リアリティ』 - Process and Reality (2016年) ※with メルツバウ、吉田達也
- Reverse (2017年)
- Trax (2017年) ※with 河端一、吉田達也
- Flux (2018年) ※with Kapital
- Live at Bam Balam (2019年)
- 『アセンション』 - Ascencion (2019年) ※with 吉田達也
- Quentin Compson Bam Balam records (2020年)
- Live in London-1982 (2020年) ※RP/Heldon
- Difference et Repetition (2020年) ※with Palo Alto
- SOURCES ※Richard and Duncan PINHAs-2021名義 (2021年)
- Live in USA (2022年)

### エルドン
詳細は「エルドンのディスコグラフィ」を参照。

### Schizotrope
- Le Plan (1999年)
- The Life and Death of Marie Zorn - North American Tour 1999 (2000年)
- Le Pli (Schizotrope III) (2001年)

### パスカル・コムラード
- 『オブリック・セッションズ2』 - Obliques Sessions II (1999年)
- Flip Side (of the sophism) (2012年)

### リシャール・ピナス & メルツバウ
- 『KEIO LINE』 - Keio line (2008年)
- Live in Paris 2008 (2011年)
- 『リゾーム』 - Rhizome (2011年)
- Victoriaville Mai 2011 (2012年) ※with Wolf Eyes
- The KOLN ConZert (2019年)

### リシャール・ピナス & 吉田達也
- 『ウエルカム・イン・ザ・ヴォイド』 - WELCOME IN THE VOID (2014年)
- 『ライヴ・イン・ジャパン』 - Live in Japan 2014 (2015年)
- Hakata Shibuya Live in Japan 2014 (2016年)
- Live at Tusk Festival 2015 (2016年)
- 『アセンション』 - ASCENSION (2019年)